# Gene Roddenberry
Gene Roddenberry (né le 19 août 1921 et mort le 24 octobre 1991), de son vrai nom Eugene Wesley Roddenberry, est un scénariste et un producteur de télévision américain, connu pour être le créateur de l'univers de science-fiction Star Trek, initialement une série télévisée de 1966 : Star Trek, la série originale.
Il est également à l'origine des séries de science-fiction Andromeda et Invasion planète Terre (anglais : Earth: Final Conflict) bien que ces deux séries soient postérieures à sa mort.

## Biographie

### Jeunesse et formation
Né à El Paso, au Texas, fils d'Edward Roddenberry et de Caroline Glen, Roddenberry a passé son enfance à Los Angeles, en Californie, où sa famille avait migré pour que son père continue sa carrière dans la police de Los Angeles. Marchant dans les pas de son père après l'école secondaire (high school), Roddenberry commença des études de police au Los Angeles City College, dont il dirigea le club de police. Dans cette fonction, il était en liaison avec le FBI, qu'il remerciait d'envoyer des intervenants, des copies du code du FBI et des publications pour les besoins du club ; il prenait aussi des empreintes digitales de la communauté étudiante pour la division civile d'identification du FBI.
Après son diplôme du Los Angeles City College, Roddenberry alla à l'université Columbia, l'université de Miami et l'université de Californie du Sud.

### Carrière de pilote
Il transféra son intérêt pour les études académiques vers l'ingénierie aéronautique et obtint sa licence de pilote. Roddenberry rejoint l'armée de l'air américaine en 1941 et devint aviateur. Il participa à de nombreuses missions de combat sur le Boeing B-17 Flying Fortress dans le théâtre du Pacifique avec le 394e escadron de bombardier (H), le 5e groupe de bombardier (« Bomber Barons »). Roddenberry fut récompensé par la Croix de l'Air (« Distinguished Flying Cross (U.S.) ») et la Médaille de l'Air (« Air Medal »). 
Après avoir quitté le service, il fut pilote commercial pour la Pan American World Airways. Il reçut un éloge de l'aviation civile pour ses efforts à la suite d'un crash dans le désert syrien pendant un vol pour Calcutta.
Roddenberry quitta la Pan Am afin d'écrire pour la télévision à Los Angeles. Il retourna à ses premières amours et entra au département de la police de Los Angeles. Il y servit de 1949 à 1956.

### Carrière télévisuelle et cinématographique
Avant Star Trek, Roddenberry avait écrit des scripts pour de nombreuses séries télévisées populaires des années 1950, comme Have Gun, Will Travel. Son épisode de la première saison Hélène d’Abajinian gagna un prix de la Guilde des Écrivains de Télévision (Writer's Guild). Il produisit Le Lieutenant, une série de 1963-1964 d’ABC sur le Corps des Marines des États-Unis. Il essaya également de mettre à la mode d’autres séries de science-fiction, pour l’essentiel sans succès.
Roddenberry développa ses idées pour Star Trek en 1964 après avoir cherché des moyens de concurrencer Buck Rogers et Flash Gordon. La série fut finalement acceptée par Desilu Studios quand Gene vendit son idée comme un Train vers les Étoiles. Le pilote original de la série à 500,000 $ reçut un support minimal de la part de NBC, mais l’entreprise commanda, fait sans précédent, un second pilote. La série apparut le 8 septembre 1966 et continua pendant 3 saisons. Bien qu’elle fût annulée pour cause d’audience trop faible, la série gagna une grande popularité en syndication. Dans la troisième et dernière saison de  Star Trek, Roddenberry, qui avait proposé de se retirer de sa fonction de producteur, dans une ultime tentative d’assurer le succès de la série si on donnait au programme la tranche horaire qu’il désirait, diminua sa charge de travail après le refus de sa demande et accepta un poste de producteur à la MGM.
Son premier projet pour le studio, Si tu crois fillette, était un film de sexploitation adapté du roman de Francis Pollini par Roddenberry et dirigé par Roger Vadim. Avec une distribution incluant des stars reconnues (Rock Hudson, Angie Dickinson, Telly Savalas, Roddy McDowall) à côté des réguliers de Star Trek  (James Doohan, William Campbell) et de magnifiques inconnues (dont Gretchen Burrell, la femme du pionnier du rock country Gram Parsons), le film devait être un des plus gros succès de 1971. Même l’aide apportée par une photo de Burrel dans Playboy n’est pas parvenue à empêcher l’échec du film au box-office. De ce fait, les relations entre Roddenberry et la MGM étaient bel et bien terminées, bien qu’il continuât à y développer ses idées en 1972. 
À la suite de l’annulation de Star Trek et du relatif échec de son premier film, Roddenberry lança quatre concepts de série de science-fiction qui avaient toutes des pilotes produits, mais qui ne furent pas retenus : The Questor Tapes, Genesis II, Planète Terre, et Strange New World. De plus, il coécrivit et fut producteur exécutif du téléfilm Spectre (1977).
Incapable de trouver du travail à la télévision ou dans l’industrie du cinéma et craignant de ne pas pouvoir subvenir aux besoins de sa famille, Roddenberry suivit les avis de son ami Arthur C. Clarke et trouva un emploi régulier dans le circuit des conférences universitaires, où ses contemporains dans la même situation (Timothy Leary) avaient aussi rencontré le succès. Il amusa les participants d’une communauté de fans (beaucoup lui accordaient le surnom affectueux de Grand Oiseau de la Galaxie (« The Great Bird of the Galaxy »), d’après une créature mythologique citée dans Man Trap, le premier épisode à la mode de Star Trek) avec des anecdotes venant de l’univers Star Trek, parlant de ses visions du futur et montrant les bobines de bourdes de Star Trek (the Star Trek Blooper Reel), une collection de chutes de la série originale. Il présentait également un tirage noir et blanc du premier pilote inédit de la série La Cage. Les séances de projections des bobines de bourdes entraînèrent la critique et la colère de Leonard Nimoy (Spock), qui pensait que Roddenberry exploitait ses erreurs pour de l’argent, il poursuivit finalement l’écrivain-producteur et la Paramount pour ces bobines et l’usage non rémunéré de son image dans une campagne promotionnelle de Heineken. Le problème fut résolu peu avant la production de Star Trek, le film.
Commencée en 1975, l’autorisation fut donné à Roddenberry par la Paramount de développer une suite à la série télévisée Star Trek avec une distribution aussi proche de l’original que possible, qui devait s’appeler Phase II.
Cette série devait être la figure de proue d’une nouvelle chaîne de télévision (l’ancêtre d’UPN, qui fait aujourd’hui partie de The CW Television Network), mais les plans de la Paramount pour cette chaîne furent abandonnés et le projet changea pour faire de Star Trek un long métrage.
Le résultat Star Trek, le film reçut un accueil critique mitigé, mais marcha bien au box-office. À la suite de quoi, plusieurs films et une nouvelle série télévisée Star Trek : La Nouvelle Génération furent créés dans les années 1980. Roddenberry était profondément impliqué dans la création et la production de  Star Trek: La Nouvelle Génération, bien qu’il n’eût finalement le contrôle total que sur la première saison. L’attaque de la Guilde des Écrivains de Télévision d’Amérique (The WGA) de 1988 lui interdit de prendre un rôle actif dans la production de la deuxième saison, en le forçant à laisser le contrôle de la série au producteur Maurice Hurley. Alors que Roddenberry était libre de reprendre le travail sur la troisième saison de la série, sa santé déclina sérieusement, et au cours de la saison il céda graduellement le contrôle à Rick Berman et Michael Piller. Star Trek engendra également les séries télévisées Star Trek: Deep Space Nine, Star Trek: Voyager et Star Trek: Enterprise.  
Quand vint le temps de produire la suite obligatoire, la proposition de Roddenberry, que l’équipage d’un vaisseau temporel Enterprise soit impliqué dans l’assassinat de John F. Kennedy, fut rejetée, et il fut renvoyé et remplacé par Harve Bennett. Il continua comme consultant exécutif sur les quatre films suivants -  Star Trek 2 : La Colère de Khan, Star Trek 3 : À la recherche de Spock, Star Trek 4 : Retour sur Terre et Star Trek 5 : L'Ultime Frontière. Dans sa position, Rodenberry était autorisé à voir et commenter tous les scripts et apports quotidiens de la production, bien que l’équipe de création fut libre de ne pas suivre les avis de Roddenberry ce que ne manquait pas de faire Bennett.
Le dernier film, fondé sur la série Star Trek originale, Star Trek 6 : Terre inconnue a été dédié à la mémoire de Roddenberry ; d’après certaines informations, il a vu une version du film quelques jours avant sa mort à l’âge de 70 ans.
En plus de ses films et de son travail pour la télévision, Roddenberry  a aussi écrit une novélisation de Star Trek, le film, qui fut publiée en 1979 et fut le premier d’une série de plusieurs centaines de romans fondés sur Star Trek à être publié par Pocket Books. Il a été dit par certains qu’Alan Dean Foster était le véritable auteur du livre, mais cela a été démenti par Foster sur son site personnel, et c’est un classique du téléphone arabe de dire que Foster aurait écrit la novélisation de Star Wars, épisode IV : Un nouvel espoir et aurait écrit le premier jet de Star Trek le film. Roddenberry a parlé d’écrire un second roman Trek (périple) fondé sur le script original de 1975 rejeté pour le film, mais il mourut avant de pouvoir le faire.

### Mort et funérailles
Roddenberry mourut le 24 octobre 1991 d'une insuffisance cardiaque, à 70 ans. Il laissa son dernier souhait sur son testament : « qu'on envoie mes cendres dans l'espace ».
La navette spatiale Colombia, lors de la mission STS-52 décollant le 22 octobre 1992, embarque une minuscule capsule contenant une partie de ces cendres en orbite avant de retourner sur Terre. 
Le 21 avril 1997, un échantillon de ces cendres est embarqué avec celle de 23 autres personnes lors du premier programme d'obsèques spatiales organisé par la société Celestis. Un avion a transporté une fusée Pegasus modifiée contenant des échantillons de cendres de 24 personnes à une altitude de 11 km au-dessus des îles Canaries. La fusée a ensuite envoyé les capsules sur une orbite elliptique à un apogée de 578 km (359 mi) et un périgée de 551 km, les capsules orbitant autour de la Terre une fois toutes les 96 minutes jusqu'à la rentrée dans l'atmosphère terrestre le 20 mai 2002, pour s’y désintégrer, formant ainsi une étoile filante visible depuis la Terre.
En 2015, la NASA devait lancer le voilier solaire « Sunjammer », il était prévu qu'il emporte avec lui les cendres de Gene Roddenberry mais ce projet a été abandonné.

## Vie privée
Roddenberry se maria deux fois. Il eut deux enfants de sa première femme, Eileen Rexroat (avec qui il fut marié 27 ans), Dawn et Darleen. Il commença dans les années 1960 une aventure avec Majel Barrett (qu'il fit jouer plusieurs fois dans Star Trek). Il quitta sa première femme pour elle, et ils se marièrent au Japon le 6 août 1969 dans le cérémonial traditionnel bouddhiste-shinto. Ils eurent ensemble un enfant, Rod Roddenberry Eugene Wesley, Jr.
Bien qu'élevé dans la foi des Baptistes du Sud, Roddenberry n'embrassa pas la religion de ses parents, et se tourna vers une forme d'Humanisme séculier.

## Héritage

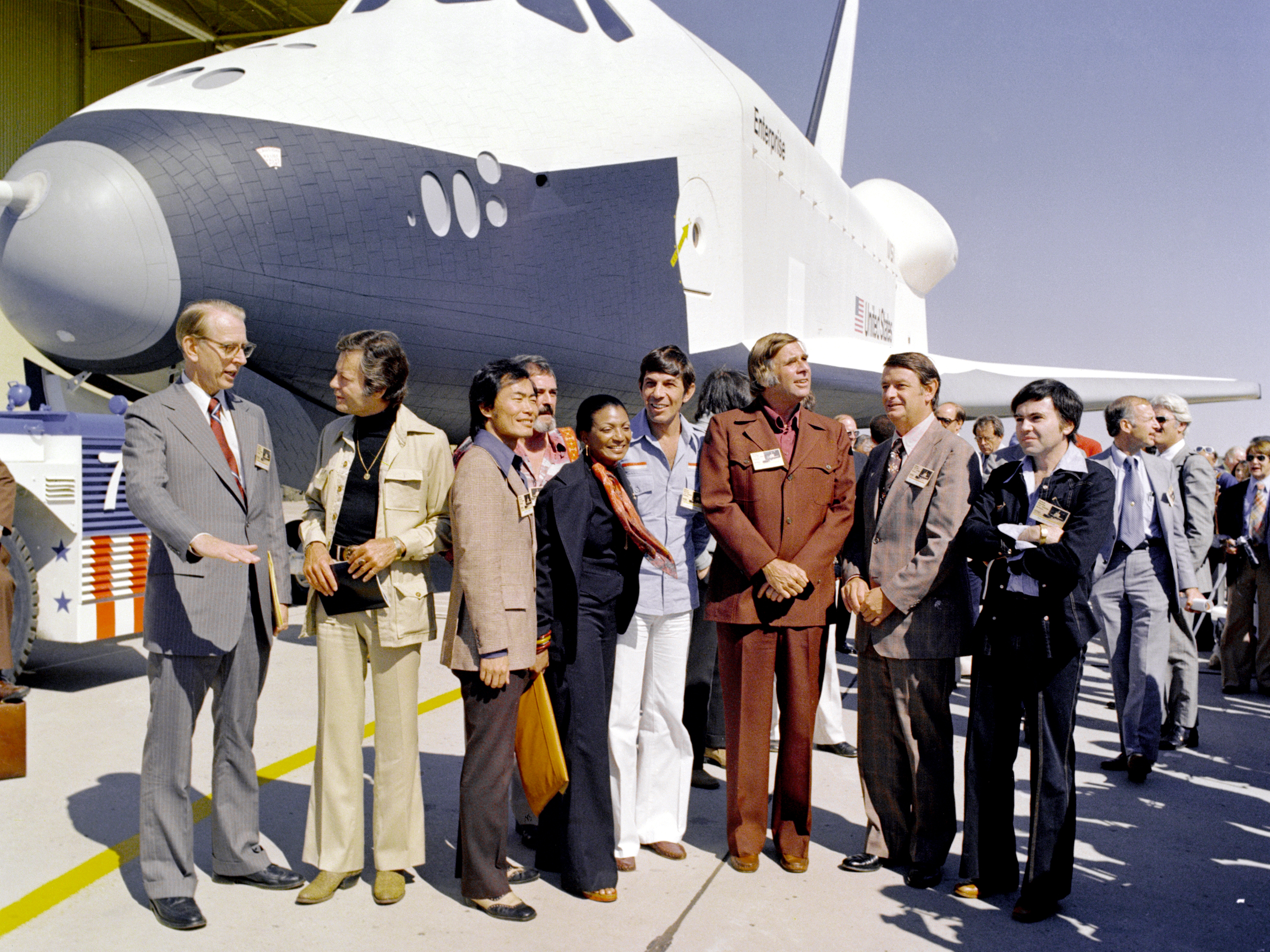
Durant une visite à Palmdale, États-Unis, à la navette spatiale Enterprise

Après sa mort en 1991 à Santa Monica, les ayants droit de Roddenberry autorisèrent la création de deux séries télévisées fondées sur certaines de ces anciennes idées d’histoires et de concepts inédits. Invasion planète Terre et Andromeda ont été produits  selon la direction donnée par Majel Barrett-Roddenberry. Une troisième intrigue de Roddenberry a été adaptée en 1995 dans la courte bande dessinée Gene Roddenberry's Lost Universe.

## Hommages
L’astéroïde (4659) Roddenberry, un cratère d'impact sur Mars : le cratère Roddenberry et le genre d'araignées Roddenberryus sont tous les trois nommés en son honneur.
La maison où est né Roddenberry se trouve au 1907 E. Yandell Street à El Paso, où il a vécu avec sa famille près de deux ans. Aujourd’hui, c'est une boutique de fleuriste à l’intérieur d’un grand magasin d’habillement. Une plaque rappelle qu'un géant de la culture populaire des États-Unis a vu le jour à cet endroit précis.
L’un des buildings sur l’une des parcelles du studio  CBS Paramount Television sur Beverly Boulevard est le Gene Beverly Boulevard, qui loge la production et des départements administratifs.
En 1986, est inaugurée son étoile sur le fameux Walk of Fame à Hollywood (: 6683, Hollywood Blvd).
Le film documentaire de 2011, Trek Nation, lui rend hommage.

## Controverse
Des écrivains qui ont travaillé sur Star Trek ont accusé Roddenberry d’avoir fait passer pour les siennes des idées qu’ils avaient développées, ou d’avoir menti sur leurs contributions à l’univers Star Trek lors des Conventions. Roddenberry a été confronté à ces écrivains, et s’est excusé, mais à en croire ses contradicteurs, il aurait persisté dans ce comportement.
Dans son autobiographie, l’actrice Nichelle Nichols, qui joua Uhura dans la première série Star Trek, rapporta avoir eu une aventure avec Roddenberry. Elle pensait que la forte volonté, malgré la controverse, de l’avoir dans la série était grandement liée à leur relation.
La vie et le travail de Roddenberry ont été présentés dans plusieurs travaux : Star Trek Creator: The Authorized Biography of Gene Roddenberry, écrit par son ami David Alexander, est un portrait flatteur de la vie de Roddenberry qui fut bien reçu par la plupart des lecteurs, passant sous silence beaucoup des problèmes que Roddenberry rencontra à la fin de sa vie. Beaucoup plus controversé, Inside Trek: My Secret Life with Star Trek Creator Gene Roddenberry de Susan Sackett, sa proche collaboratrice pendant 17 ans. Bien qu’elle affiche une inébranlable affection, un respect, et de l’admiration pour son employeur et apparemment amant, le récit de Sackett n’est pas vraiment hagiographique. Il relate ses longues périodes sans écrire tout au long des années 1970, sa dépendance à la cocaïne, son impotence, son incapacité à finir ses projets créatifs, et son déclin mental et physique après 1989.
Malgré sa direction réduite sur Star Trek au soir de sa vie, Roddenberry était encore suffisamment respecté pour que la Paramount, propriétaire des différentes séries Star Trek, accède à sa requête que Star Trek : le dessin animé ne soit pas considéré comme canon par le studio. D'après le livre de référence La Chronologie Star Trek (The Star Trek Chronology), Roddenberry, selon certaines sources, considérait des éléments des cinquième et sixième films Star Trek comme apocryphes, encore qu’il n’y ait aucune indication qu’il ait voulu les retirer du canon Star Trek. 